# Ramón Abeledo
Ramón Gregorio Abeledo (Valentín Alsina, 29 aprile 1937) è un ex calciatore argentino, di ruolo attaccante.

## Carriera
Con la Nazionale argentina ha preso parte ai Mondiali 1962.